# 无锡科技职业学院
31°31′14″N 120°23′05″E / 31.52061°N 120.38459°E
无锡科技职业学院，是位于江苏省无锡市国家级高新技术产业开发区的一所公办普通专科职业高校，隶属无锡市人民政府。
2003年，批准建立。
2019年6月，入选教育部1+X证书制度试点院校。
2022年12月，列为江苏省中国特色高水平高职学校建设单位。

## 二级学院
- 集成电路学院
- 物联网与人工智能学院
- 智能制造学院
- 商学院（空港物流学院）
- 文化旅游学院
- 数字艺术学院
- 继续教育学院(社区学院)
- 海外教育学院